# Paraphellus
Paraphellus – rodzaj chrząszczy z rodziny biedronkowatych i podrodziny Microweiseinae. Obejmuje 3 opisane gatunki.

## Morfologia
Chrząszcze o drobnym, nie przekraczającym 1,5 mm długości, wyraźnie wysklepionym ciele, ubarwionym zwykle ciemnobrązowo. Wierzch ciała porośnięty jest jednorodnymi, rozproszonymi szczecinkami.
Poprzeczna do lekko podłużnej głowa ma lekko ryjkowato przedłużony przód. Oczy złożone są duże i nagie. Czułki zbudowane są z ośmiu członów, z których ostatni jest znacznie powiększony i tworzy jednoczłonową buławkę. Mniej więcej dwukrotnie dłuższy od panewek czułkowych i wokół nich wykrojony frontoklipeus ma słabe obrzeżenie po bokach. Bruzdy podczułkowe są płytkie. Obecne są ujścia gruczołu podpoliczkowego. Żuwaczki mają dobrze rozwinięte prosteki i zredukowane powierzchnie molarne. Szczęki mają bardzo małe kotwiczki, pozbawione dołków dźwigacze głaszczków (palpifery), a same głaszczki szczękowe o ostatnim członie stożkowato wydłużonym. Warga dolna ma podbródek zbliżony długością do bródki, dobrze wykształcony języczek oraz wąsko oddzielone głaszczki wargowe. Szerokość guli jest mniejsza niż długość.
Poprzeczne przedplecze ma wypukły dysk i niewygrodzone od niego linią kąty przednie. Tarczka jest trójkątna. Pokrywy są gęsto i bezładnie punktowane oraz mają niekompletne, wąskie epipleury, nieoddzielone od dysku żeberkiem. Skrzydła tylnej pary mogą być wykształcone lub zanikłe. Silnie uwstecznione przedpiersie ma równoległoboczny, wąski wyrostek międzybiodrowy. Śródpiersie jest poprzeczne, o wyniesionej krawędzi przedniej, oddzielone od zapiersia szwem ze ściętą częścią przednią. Poprzeczne, dłuższe od pierwszego wentrytu zapiersie ma niepełne linie udowe przebiegające bardzo blisko krawędzi bocznych. Odnóża charakteryzują się lekko nabrzmiałymi udami, smukłymi goleniami i czteroczłonowymi stopami.
Odwłok ma sześć widocznych na spodzie sternitów (wentrytów), z których pierwszy jest dłuższy niż dwa następne razem wzięte, a szósty widoczny jedynie częściowo. Linie udowe na pierwszym wentrycie są niepełne, o łukowatym przebiegu, niedochodzące do jego bocznych brzegów, a oprócz nich obecne są linie dodatkowe i pory. Genitalia samca mają uwstecznione lub dobrze wykształcone paramery, niesymetryczny i ku szczytowi zwężający się płat środkowy fallobazy oraz bardzo długie i wąskie prącie z dobrze widoczną kapsułą nasadową. Genitalia samicy cechują się robakowatą spermateką oraz trójkątnym pokładełkiem z wydłużonymi stylikami o niezmodyfikowanych szczecinkach wierzchołkowych.

## Rozprzestrzenienie
Przedstawiciele rodzaju zamieszkują krainę australijską. Znani są z Queenslandu, Nowej Południowej Walii, Lord Howe i Fidżi.

## Taksonomia
Rodzaj ten wprowadzony został po raz pierwszy w 1981 roku przez Jean Chazeau, wówczas jako takson monotypowy. W 2005 roku Adam Ślipiński i Wioletta Tomaszewska dokonali rewizji rodzaju, umieszczając w nim trzy gatunki, w tym jeden nowy oraz jeden przeniesiony z rodzaju Scymnus.
Do rodzaju tego należą trzy opisane gatunki:
- Paraphellus magnopunctatus Ślpiński et Tomaszewska, 2005
- Paraphellus pacificus Chazeau, 1981
- Paraphellus rostratus (Lea, 1929)

Chazeau umieścił ten rodzaj w plemieniu Sukunahikonini. W 2012 roku Hermes Escalona i Adam Ślipiński na podstawie wyników analiz filogenetycznych zrezygnowali z wyróżniania tego plemienia, a rodzaj Paraphellus umieścili wśród Microweiseini w obrębie podrodziny Microweiseinae. Według wyników tychże analiz Paraphellus zajmuje pozycję siostrzaną względem kladu obejmującego rodzaje Pharellus i Scymnomorphus.